# Uładzimir Załamaj
Uładzimir Alaksandrawicz Załamaj (biał. Уладзімір Аляксандравіч Заламай, ros. Владимир Александрович Заломай, Władimir Aleksandrowicz Załomaj; ur. 7 stycznia 1940 w Kończanach w powiecie grodzieńskim) – radziecki i białoruski polityk, w latach 1990–1994 zastępca premiera Białorusi, minister ds. Wspólnoty Niepodległych Państw, w latach 1989–1991 deputowany do Rady Najwyższej ZSRR XII kadencji, w latach 1997–2000 członek Rady Republiki Zgromadzenia Narodowego Republiki Białorusi I kadencji.

## Życiorys
Urodził się 7 stycznia 1940 roku we wsi Kończany, w powiecie grodzieńskim obwodu białostockiego Białoruskiej SRR, ZSRR. W 1960 roku ukończył Technikum Zootechniczne w Wołkowysku, w 1968 roku Miński Instytut Radiotechniczny, a w 1980 roku Akademię Nauk Społecznych przy KC KPZR. W 1960 roku pracował jako zootechnik i wiceprzewodniczący kołchozu „1 Maja” w rejonie prużańskim. W latach 1960–1963 służył w szeregach w Armii Radzieckiej. W latach 1968–1973 pracował jako inżynier nastawiacz, mistrz, zastępca kierownika, kierownik wydziału w Brzeskich Zakładach Przyrządów Elektrometrycznych. W latach 1973–1978 był sekretarzem komitetu partyjnego w Brzeskich Zakładach Elektromechanicznych, kierownikiem Wydziału Przemysłowego w Brzeskim Komitecie Obwodowym Komunistycznej Partii Białorusi (KPB). W latach 1986–1990 był I sekretarzem Brzeskiego Komitetu Obwodowego KPB. W latach 1989–1991 był deputowanym ludowym do Rady Najwyższej ZSRR XII kadencji. W roku 1990 był I zastępcą przewodniczącego Brzeskiego Obwodowego Komitetu Wykonawczego. W latach 1990–1994 pełnił funkcję wiceprezesa Rady Ministrów Białoruskiej SRR/Republiki Białorusi. Zasiadał także na stanowisku ministra ds. Wspólnoty Niepodległych Państw. W latach 1994–2000 był przewodniczącym Brzeskiego Obwodowego Komitetu Wykonawczego. Na stanowisko to został wyłoniony przez obwodową elitę polityczną, a nie władze centralne. Utrzymywał się na nim dłużej niż inni przewodniczący obwodowych KW w tamtym czasie.
13 stycznia 1997 roku został członkiem nowo utworzonej Rady Republiki Zgromadzenia Narodowego Republiki Białorusi I kadencji. Od 22 stycznia wchodził w niej w skład Komisji ds. Międzynarodowych i Bezpieczeństwa Narodowego. Jego kadencja w Radzie Republiki zakończyła się 19 grudnia 2000 roku.

## Poglądy
Uładzimir Załamaj dążył do utworzenia wolnej strefy ekonomicznej w obwodzie brzeskim i nawiązania bliższych kontaktów z Polską. Miał zdecydowanie negatywny stosunek wobec białoruskich ruchów i działaczy zorientowanych narodowo i demokratycznie. 29 października 1996 roku, w czasie I Ogólnobiałoruskiego Zgromadzenia, wystąpił wbrew generalnej linii ustalonej przez prezydenta Alaksandra Łukaszenkę. Zamiast wyrazić poparcie dla planowanego referendum, mówił o konieczności reform gospodarczych. Był za to później wielokrotnie krytykowany przez Łukaszenkę.

## Życie prywatne
Uładzimir Załamaj jest żonaty, ma dwoje dzieci.

## Odznaczenia
- Order Czerwonego Sztandaru Pracy;
- pięć medali;
- Gramota Pochwalna Rady Najwyższej Białoruskiej SRR[1].